# 约翰·塞尔
约翰·塞尔（英語：John Sayre，1936年4月1日—2023年11月9日），美国前男子赛艇运动员。他曾代表美国参加1960年夏季奥林匹克运动会赛艇比赛，获得男子四人单桨无舵手金牌。